# Alfie Hewett
Alfie Hewett (ur. 6 grudnia 1997 w Norwich) – brytyjski tenisista niepełnosprawny, lider zarówno rankingu singlowego, jak i deblowego, zwycięzca sześciu turniejów wielkoszlemowych w grze pojedynczej oraz piętnastu w grze podwójnej, dwukrotny zwycięzca mistrzostw na zakończenie sezonu w grze pojedynczej (2017, 2021), a także dwukrotny triumfator tej imprezy w grze podwójnej (2017, 2021), trzykrotnie srebrny medalista paraolimpijski: w grze pojedynczej (Rio de Janeiro 2016) oraz dwukrotnie w grze podwójnej (2016, Tokio 2020). W karierze Hewett zwyciężył w 49 turniejach singlowych i 67 deblowych.

## Historia występów
Legenda
     W, wygrany turniej
     F, przegrana w finale
     SFW, wygrana w meczu o trzecie miejsce
     SF, przegrana w półfinale, SFP, przegrana w meczu o trzecie miejsce
     QF, przegrana w ćwierćfinale
     xR przegrana w x rundzie
     LQ, przegrana w kwalifikacjach
     RR, przegrana w fazie grupowej
     A, brak startu
     NH, impreza nie odbyła się

### Występy w Wielkim Szlemie

#### Gra pojedyncza
| Wielkoszlemowe turnieje w singlu na wózkach |    |    |    |    |    |    |    |
| Australian Open                             | A  | QF | QF | QF | SF | F  | F  |
| French Open                                 | A  | W  | QF | SF | W  | W  | SF |
| Wimbledon                                   | QF | SF | SF | QF | NH | QF | F  |
| US Open                                     | NH | F  | W  | W  | F  | F  | W  |

#### Gra podwójna
| Wielkoszlemowe turnieje w deblu na wózkach |    |    |   |    |    |    |   |   |
| Australian Open                            | A  | A  | F | F  | SF | W  | W | W |
| French Open                                | A  | A  | F | SF | SF | W  | W | W |
| Wimbledon                                  | SF | W  | W | W  | F  | NH | W | F |
| US Open                                    | A  | NH | W | W  | W  | W  | W | F |

### Turnieje Masters oraz igrzyska paraolimpijskie
| Turnieje Masters         |    |    |                |                |                |                |     |    |
| singel                   | A  | RR | W              | A              | F              | NH             | W   |    |
| debel                    | RR | SF | W              | A              | RR             | NH             | W   |    |
| Igrzyska paraolimpijskie |    |    |                |                |                |                |     |    |
| singel                   | NH | F  | Nie rozgrywano | Nie rozgrywano | Nie rozgrywano | Nie rozgrywano | SFP | NH |
| debel                    | NH | F  | Nie rozgrywano | Nie rozgrywano | Nie rozgrywano | Nie rozgrywano | F   | NH |